# Evan Furness
Evan Furness (ur. 13 sierpnia 1998 w Pontivy) – francuski tenisista.

## Kariera tenisowa
W karierze zwyciężył w jednym singlowym turnieju cyklu ATP Challenger Tour. Ponadto wygrał osiem singlowych oraz jeden deblowy turniej rangi ITF.
W 2018 roku, podczas French Open, zadebiutował w wielkoszlemowym turnieju głównym w grze mieszanej. Startując w parze z Fioną Ferro, odpadł w pierwszej rundzie.
W rankingu gry pojedynczej najwyżej był na 197. miejscu (3 października 2022), a w klasyfikacji gry podwójnej na 501. pozycji (2 maja 2022).

### Zwycięstwa w turniejach ATP Challenger Tour

#### Gra pojedyncza
| Końcowy wynik | Nr | Data        | Turniej | Nawierzchnia | Przeciwnik    | Wynik finału     |
| ------------- | -- | ----------- | ------- | ------------ | ------------- | ---------------- |
| Zwycięzca     | 1. | 1 maja 2022 | Ostrawa | Ceglana      | Ryan Peniston | 4:6, 7:6(6), 6:1 |